# Juan Maderal Oleaga
Juan Andrés Maderal Oleaga Erandio, Vizcaya, (País Vasco), 1 de mayo de 1930 - Edchera, Saguia el Hamra (Río de Oro), 13 de enero de 1958), Cabo Legionario, falleció en el Combate de Edchera durante la Guerra de Ifni-Sahara el 13 de enero de 1958. Condecorado con la Cruz Laureada de San Fernando a título póstumo.

## Biografía
Encuadrado en la 3.ª Sección de la 1.ª Compañía de la Bandera "General Mola" 13.ª de La Legión, mandada por el brigada legionario Francisco Fadrique Castromonte, estaba conceptuado como excelente por sus superiores, debido a su espíritu legionario, valor y serenidad, y a su plena disposición en cualquier momento para integrarse en las misiones de riesgo que la ocasión ofrecía.
Fueron solicitados voluntarios para intervenir con su unidad en la acción que llevaba a cabo la 2.ª Compañía de la citada Bandera, estando Juan Maderal hasta el último aliento cooperando eficazmente con el brigada Fadrique en la lucha entablada por la sección contra un enemigo que les triplicaba, emboscado en las orillas del lecho seco de la Saguía el Hamra, por el que, cubriendo el flanco izquierdo de la 2.ª Compañía de la 13.ª Bandera, progresaba dicha sección.
Los legionarios eran atacados de frente y por los flancos, viéndose obligados al combate cuerpo a cuerpo para impedir la penetración del feroz enemigo, además apoyado en un terreno favorable para su objetivo.
Cuando el brigada Fadrique Castromonte, ante la imposibilidad de continuar avanzando, ordenó se estableciese la sección en defensiva y posteriormente el repliegue de los supervivientes y evacuación de las bajas, el legionario Maderal Oleaga permaneció junto a su superior protegiendo la retirada, dando constantes muestras de arrojo y valor, hasta que fue alcanzado por el fuego enemigo, muriendo heroicamente al lado de su jefe. Dio prueba evidente de su desprecio por la muerte y el sacrificio hecho voluntariamente en beneficio del resto de sus compañeros.
De los 31 hombres que componían la Sección fueron abatidos 20, incluido su jefe y los tres mandos de pelotón. Se le concedió en 1966 la Cruz Laureada de San Fernando a título póstumo.